# Helmet-mounted display

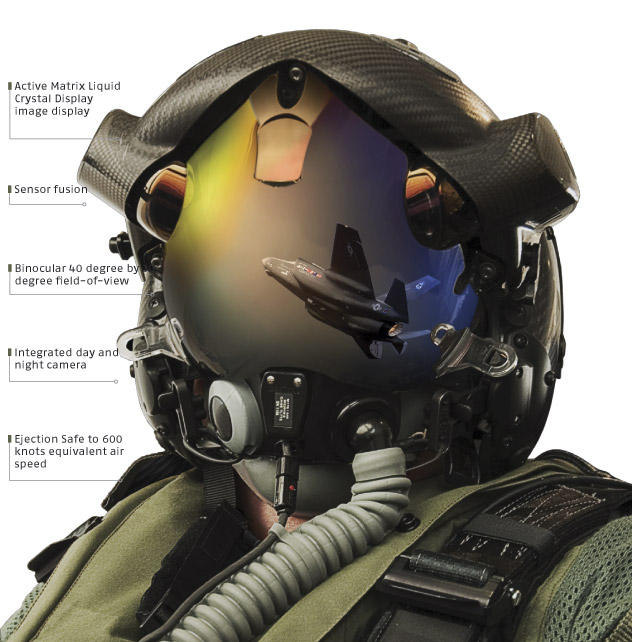
El casco de vuelo diseñado para el F-35 Lightning II.

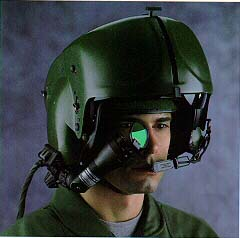
El IHADSS del Ejército estadounidense incorporado a un casco de vuelo.

El sistema de visualización montado en casco (HMD, por las siglas en inglés de helmet-mounted display) es un sistema de visualización típicamente incorporado a los cascos de vuelo de los pilotos de aeronaves como los cazas polivalentes, tipo Eurofighter Typhoon y Saab Gripen o en helicópteros de ataque, tipo Apache.
A diferencia de tecnologías más antiguas, como la visualización head-up (HUD) desarrollada en la década de 1940, que proyecta datos sobre el cristal de la cabina delante del piloto, permitiéndole mirar hacia delante en lugar de hacia abajo para ver su panel de instrumentos obligándole a mantener su vista en una sola dirección.
Asimismo, al incorporar technologías para facilitar la visión nocturna en el propio visor del casco, se minimizan algunas de los inconvenientes que presentan los dispositivos externos para la visión nocturna, como pueden ser las de limitar el campo visual, entorpecer los propios movimientos del piloto o el esfuerzo físico que requiere sostener un 0.5 kg adicional —un peso que se aumenta nueve veces cuando el avión acelera a 9 G—.
Por otra parte, para el Lockheed Martin F-35 Lightning II, un caza polivalente de quinta generación incorporado al servicio activo en 2015, se diseñó un casco de vuelo con HMD conectado a seis cámaras repartidas por el exterior del caza. Cada casco cuesta 400 000 dólares.

## Historia
La investigación para encontrar soluciones para incorporar este tipo de sistema en un caso comenzó en la década de 1960, pero entre los primeros sistemas desarrollados e implementados se encuentra la Integrated Helmet And Display Sight System (IHADSS) diseñado expresamente por Honeywell, para el helicóptero de ataque del Ejército estadounidense, el Apache, que entró en servicio a comienzos de la década de 1980.
Por otra parte, en 2013 se anunció que el Ejército estadounidense estaba introduciendo este tipo de tecnología en los prototipos de cascos inteligentes de los soldados.